# McLaren M23
A McLaren M23 egy Formula–1-es versenyautó, amit a McLaren tervezett és versenyeztetett, először az 1973-as Formula–1 világbajnokság során, majd 1974-ben, 1975-ben, 1976-ban és 1977-ben is. Emellett neveztek vele mások is, mint 1974-ben és 1975-ben a Scuderia Scribante, 1977-ben és 1978-ban az Iberian Airlines, a BS Fabrications, valamint 1978-ban a Centro Aseguredor és a Melchester Racing. Pilótái 1973-ban Denny Hulme, Peter Revson, Jody Schekter és Jacky Ickx, 1974-ben Hulme mellett Emerson Fittipaldi, Mike Hailwood, David Hobbs, és Jochen Mass, 1975-ben Fittipaldi és Mass, 1976-ban és 1977-ben James Hunt és Mass, valamint ez utóbbi évben egy-egy versenyen Gilles Villeneuve és Bruno Giacomelli. Az autóval nevező kisebb konstruktőrök pilótái közt volt Dave Charlton, Emilio de Villota, Brett Lunger, Nelson Piquet és Tony Trimmer is.
Az autó rendkívül sikeres konstrukció volt, Fittipaldi 1974-ben, Hunt 1976-ban világbajnok lett vele, 1974-ben pedig a McLaren konstruktőri bajnok is lett.

## Áttekintés
Az elődmodell M19-es egyre elavultabbá vált, ráadásul nem felelt meg az akkoriban elvárt biztonsági szabálynak, hogy a kasztni az ütközéskor védje a pilótát. Így láttak neki az új autó tervezésének, amelynek alapján az M16-os, az IndyCarban versenyző autójuk képezte, valamint az M19-es hátsó felfüggesztése. Először az 1973-as dél-afrikai nagydíjon mutatkozott be, és Hulme rögtön pole pozíciót szerzett vele. Hulme és Revson abban az idényben háromszor is nyerni tudtak vele, sőt a négy futamon is a csapattal versenyző Scheckter majdnem elért egy negyediket is. A brit nagydíjon Scheckter volt az, aki miatt bekövetkezett a sportág történetének egyik legnagyobb rajtbalesete, amelyben kilenc autó volt érintett.
1974-ben Fittipaldi csatlakozott a csapathoz a Lotustól. Az ő tudása, amit a Lotus 72 fejlesztésénél is felhasználtak, segített a McLarennek abban, hogy világbajnok konstrukciót építsenek. Ezek lettek a McLaren első egyéni és konstruktőri világbajnoki címei. Ugyancsak ebben az évben lett a csapat főszponzora a Marlboro cigaretta: együttműködésük egészen 1996-ig tartott, és ez idő alatt a McLarenek jellegzetes fehér-piros színben pompáztak. Ebben az évben kisebb átalakításokat végeztek a kasztnin, többek között nagyobb lett a tengelytáv, valamint áramvonalasabb a karosszéria.
1975-ben újabb fejlesztések érkeztek, többek között egy hatsebességes váltó, amely abban az időben újdonságként hatott. Fittipaldi csak második lett Niki Lauda mögött, a McLaren pedig mindössze konstruktőri harmadik, mert erős riválisokat kaptak a Ferrari és a Brabham személyében. A csapat többféle variációval kísérletezett a kasztni kapcsán, többek között új aerodinamikai elemekkel a hátsó kerekek előtt, másfajta orrkúpokkal, és a hátsó kerekekig nyúló kasztnival ott, ahol az olajhűtő volt. Megjelentek továbbá az oldaldobozok aljánál a jellegzetes szoknyák is, amelyek a szívóhatás (ground effect) előfutárai voltak, és majd a Lotus 78 lett az, amely tökélyre fejlesztette.
1975 végén Fittipaldi elhagyta a csapatot, hogy a sajátjánál versenyezzen, a helyére pedig James Hunt került. Az 1976-os szezon botrányoktól és izgalmaktól hemzsegett, főként Hunt és Lauda csatározásai miatt, de az autón is eszközöltek változásokat, miután a spanyol nagydíjat követően betiltották a magas légbeömlőket. Emiatt azok a pilóta feje főlé, egy kompakt, dupla beömlős változatba kerültek, továbbá az olajhűtés is a hátsó kerekek elé került. Az új autó az M23D típusjelet kapta. Hunt hat győzelmet aratott, és egy hetedik is összejött neki a brit nagydíjon, azonban arról utóbb kizárták, mert bár az első körben baleset következtében kiesett, a közönség követelésére mégis ott lehetett az újraindításnál, ami akkor szabálytalan volt. Hunt végül minimális pontkülönbséggel, de világbajnok lett Lauda előtt.
A tervek szerint az új, M26-os modell már le kellett volna hogy váltsa az M23D-t 1977-ben, de annyi probléma volt vele, hogy a szezon első felében még mindig ezzel versenyeztek. A korosodó konstrukció még ekkor is igen jónak volt mondható, mert pole pozíciót és dobogós helyezést is tudtak vele szerezni. A brit nagydíjon Gilles Villeneuve ezzel az autóval debütált a sportágban.
Ugyan az M23-as nem volt technológiailag fejlett autónak nevezhető, a folyamatos fejlesztések és a jó beállítások miatt versenyképes volt. A kasztnit többen is használták, akik beneveztek vele egy-egy futamra, ők azonban csak mérsékelt sikereket értek el.

## Utóélete
Összesen tizenhárom kasztni épült az évek során. Az egyiket Dave Charlton vette meg, aki versenyzett is vele az 1975-ös dél-afrikai nagydíjon (ez Peter Revson nagydíjgyőztes autója volt 1973-ból). Ezután eladta John McCormack-nek, aki átépítette azt a Formula–5000 szabályainak megfelelően. Egy V8-as Rover-motort helyeztek bele (amit az ausztrál Repco alakított át), és ezzel az autóval McCormack 1977-ben ausztrál bajnok lett.

## Eredmények
| Év   | Csapat                         | Motor             | Gumik | Pilóták            | Rajtszám | 1   | 2   | 3   | 4   | 5   | 6   | 7   | 8   | 9   | 10  | 11  | 12  | 13  | 14  | 15  | 16  | 17  | Pontok  | Helyezés |
| ---- | ------------------------------ | ----------------- | ----- | ------------------ | -------- | --- | --- | --- | --- | --- | --- | --- | --- | --- | --- | --- | --- | --- | --- | --- | --- | --- | ------- | -------- |
| 1973 | Yardley Team McLaren           | Ford Cosworth DFV | G     |                    |          | ARG | BRA | RSA | ESP | BEL | MON | SWE | FRA | GBR | NED | GER | AUT | ITA | CAN | USA |     |     | 58*     | 3.       |
| 1973 | Yardley Team McLaren           | Ford Cosworth DFV | G     | Denny Hulme        |          |     |     | 5   | 6   | 7   | 6   | 1   | 8   | 3   | KI  | 12  | 8   | 15  | 13  | 4   |     |     | 58*     | 3.       |
| 1973 | Yardley Team McLaren           | Ford Cosworth DFV | G     | Peter Revson       |          |     |     |     | 4   | KI  | 5   | 7   |     | 1   | 4   | 9   | KI  | 3   | 1   | 5   |     |     | 58*     | 3.       |
| 1973 | Yardley Team McLaren           | Ford Cosworth DFV | G     | Jody Scheckter     |          |     |     |     |     |     |     |     | KI  | NI  |     |     |     |     | KI  | KI  |     |     | 58*     | 3.       |
| 1973 | Yardley Team McLaren           | Ford Cosworth DFV | G     | Jacky Ickx         |          |     |     |     |     |     |     |     |     |     |     | 3   |     |     |     |     |     |     | 58*     | 3.       |
| 1974 | Marlboro Team Texaco           | Ford Cosworth DFV | G     |                    |          | ARG | BRA | RSA | ESP | BEL | MON | SWE | NED | FRA | GBR | GER | AUT | ITA | CAN | USA |     |     | 73 (75) | 1.       |
| 1974 | Marlboro Team Texaco           | Ford Cosworth DFV | G     | Emerson Fittipaldi | 5        | 10  | 1   | 7   | 3   | 1   | 5   | 4   | 3   | KI  | 2   | KI  | KI  | 2   | 1   | 4   |     |     | 73 (75) | 1.       |
| 1974 | Marlboro Team Texaco           | Ford Cosworth DFV | G     | Denny Hulme        | 6        | 1   | 12  | 9   | 6   | 6   | KI  | KI  | KI  | 6   | 7   | KIZ | 2   | 6   | 6   | KI  |     |     | 73 (75) | 1.       |
| 1974 | Yardley Team McLaren           | Ford Cosworth DFV | G     | Mike Hailwood      | 33       | 4   | 5   | 3   | 9   | 7   | KI  | KI  | 4   | 7   | KI  | 15  |     |     |     |     |     |     | 73 (75) | 1.       |
| 1974 | Yardley Team McLaren           | Ford Cosworth DFV | G     | David Hobbs        | 33       |     |     |     |     |     |     |     |     |     |     |     | 7   | 9   |     |     |     |     | 73 (75) | 1.       |
| 1974 | Yardley Team McLaren           | Ford Cosworth DFV | G     | Jochen Mass        | 33       |     |     |     |     |     |     |     |     |     |     |     |     |     | 16  | 7   |     |     | 73 (75) | 1.       |
| 1974 | Scribante Lucky Strike Racing  | Ford Cosworth DFV | G     | Dave Charlton      | 23       |     |     | 19  |     |     |     |     |     |     |     |     |     |     |     |     |     |     | 73 (75) | 1.       |
| 1975 | Marlboro Team Texaco           | Ford Cosworth DFV | G     |                    |          | ARG | BRA | RSA | ESP | MON | BEL | SWE | NED | FRA | GBR | GER | AUT | ITA | USA |     |     |     | 53      | 3.       |
| 1975 | Marlboro Team Texaco           | Ford Cosworth DFV | G     | Emerson Fittipaldi | 1        | 1   | 2   | KI  | NI  | 2   | 7   | 8   | KI  | 4   | 1   | KI  | 9   | 2   | 2   |     |     |     | 53      | 3.       |
| 1975 | Marlboro Team Texaco           | Ford Cosworth DFV | G     | Jochen Mass        | 2        | 14  | 3   | 6   | 1   | 6   | KI  | KI  | KI  | 3   | 7   | KI  | 4   | KI  | 3   |     |     |     | 53      | 3.       |
| 1975 | Lucky Strike Racing            | Ford Cosworth DFV | G     | Dave Charlton      | 31       |     |     | 14  |     |     |     |     |     |     |     |     |     |     |     |     |     |     | 53      | 3.       |
| 1976 | Marlboro Team McLaren          | Ford Cosworth DFV | G     |                    |          | BRA | RSA | USW | ESP | BEL | MON | SWE | FRA | GBR | GER | AUT | NED | ITA | CAN | USA | JPN |     | 74 (75) | 2.       |
| 1976 | Marlboro Team McLaren          | Ford Cosworth DFV | G     | James Hunt         | 11       | KI  | 2   | KI  | 1   | KI  | KI  | 5   | 1   | KIZ | 1   | 4   | 1   | KI  | 1   | 1   | 3   |     | 74 (75) | 2.       |
| 1976 | Marlboro Team McLaren          | Ford Cosworth DFV | G     | Jochen Mass        | 12       | 6   | 3   | 5   | KI  | 6   | 5   | 11  | 15  | KI  | 3   | 7   |     | KI  | 5   | 4   | KI  |     | 74 (75) | 2.       |
| 1977 | Marlboro Team McLaren          | Ford Cosworth DFV | G     |                    |          | ARG | BRA | RSA | USW | ESP | MON | BEL | SWE | FRA | GBR | GER | AUT | NED | ITA | USA | CAN | JPN | 60*     | 3.       |
| 1977 | Marlboro Team McLaren          | Ford Cosworth DFV | G     | James Hunt         | 1        | KI  | 2   | 4   | 7   |     | KI  |     |     |     |     |     |     |     |     |     |     |     | 60*     | 3.       |
| 1977 | Marlboro Team McLaren          | Ford Cosworth DFV | G     | Jochen Mass        | 2        | KI  | KI  | 5   | KI  | 4   | 4   | KI  | 2   | 9   |     |     |     |     |     |     |     |     | 60*     | 3.       |
| 1977 | Marlboro Team McLaren          | Ford Cosworth DFV | G     | Bruno Giacomelli   | 14       |     |     |     |     |     |     |     |     |     |     |     |     |     | KI  |     |     |     | 60*     | 3.       |
| 1977 | Marlboro Team McLaren          | Ford Cosworth DFV | G     | Gilles Villeneuve  | 40       |     |     |     |     |     |     |     |     |     | 11  |     |     |     |     |     |     |     | 60*     | 3.       |
| 1977 | Iberia Airlines                | Ford Cosworth DFV | G     | Emilio de Villota  | 36       |     |     |     |     | 13  |     | NK  | NK  |     | NK  | NK  | 17  |     | NK  |     |     |     | 60*     | 3.       |
| 1977 | Chesterfield Racing            | Ford Cosworth DFV | G     | Brett Lunger       | 30       |     |     |     |     |     |     | NI  | 11  | NK  | 13  | KI  | 10  | 9   | KI  | 10  | 11  |     | 60*     | 3.       |
| 1978 | Liggett Group/ BS Fabrications | Ford Cosworth DFV | G     |                    |          | ARG | BRA | RSA | USW | MON | BEL | ESP | SWE | FRA | GBR | GER | AUT | NED | ITA | USA | CAN |     | 15      | 8.       |
| 1978 | Liggett Group/ BS Fabrications | Ford Cosworth DFV | G     | Brett Lunger       | 30       | 13  | KI  | 11  | NK  |     |     |     |     |     |     |     |     |     |     |     |     |     | 15      | 8.       |
| 1978 | Liggett Group/ BS Fabrications | Ford Cosworth DFV | G     | Nelson Piquet      | 29       |     |     |     |     |     |     |     |     |     |     |     | KI  | KI  | 9   |     |     |     | 15      | 8.       |
| 1978 | Centro Aseguredor F1           | Ford Cosworth DFV | G     | Emilio de Villota  | 28       |     |     |     |     |     |     | NK  |     |     |     |     |     |     |     |     |     |     | 15      | 8.       |
| 1978 | Melchester Racing              | Ford Cosworth DFV | G     | Tony Trimmer       | 40       |     |     |     |     |     |     |     |     |     | NK  |     |     |     |     |     |     |     | 15      | 8.       |

* 1973-ban 12 pontot az M19A-val és az M19C-vel szereztek
* 1977-ben 39 pontot az M26-tal szereztek